# Християнски метъл
Християнският метъл (известен също като white metal) е поджанр на всеки стил метъл, отличаващ се с християнски текстове и проблематики. Представители на стила са групи като ReinXeed, Stryper, Barren Cross, Skillet, Demon Hunter, Horde, Narnia, As I Lay Dying, Mortification, Still Remains, Flyleaf, Thousand Foot Krutch, Underoath, P.O.D, HB, Haste the day, 12 Stones, Brian „Head“ Welch, Manafest.